# Кожуф (футбольний клуб)
«Кожуф» (мак. ФК Кожуф Гевгелиjа) — македонський футбольний клуб із села Гевгелія. Заснований 1922 року.
У сезоні 1994/95 років виступав під назвою «Кожуф-Віноюг» у Першій лізі.
Виступає в Третій лізі Македонії.

## Досягнення
Перша ліга Македонії:
- Найвище місце 16-е (1): 1994/95